# آرسنیف
شهر آرسنیف (به روسی: Арсеньев) در کشور روسیه و در کرای پریمورسکی واقع شده‌است.